# Halsey (Nebraska)
Pour les articles homonymes, voir Halsey (homonymie).
Le village américain de Halsey est situé dans les comtés de Blaine et Thomas, dans l'État du Nebraska. Sa population s’élevait à 76 habitants lors du recensement de 2010.

## Source
- (en) Cet article est partiellement ou en totalité issu de l’article de Wikipédia en anglais intitulé « Halsey, Nebraska » (voir la liste des auteurs).